# Palaeoctopus
Palaeoctopus — примітивний викопний восьминіг, що існував у кінці крейдяного періоду (89-71 млн років тому). Викопний матеріал Palaeoctopus знайдений у Лівані поблизу гори Хаюла (Hajoula). Голотип зберігається у Музеї природознавства у Лондоні. Вид може належати до Cirrina або бути більше базальним в ряду Octopoda.